# Хопкинс (окръг, Тексас)
Окръг Хопкинс (на английски: Hopkins County) е окръг в щата Тексас, Съединени американски щати. Площта му е 2054 km², а населението - 31 960 души (2000). Административен център е град Сълфър Спрингс.